# Николопулос, Стаматиос
Стама́тиос Николо́пулос (греч. Σταμάτιος Νικολόπουλος) — греческий велогонщик, дважды серебряный призёр летних Олимпийских игр 1896.
Николопулос участвовал в двух гонках - на 333,3 м и 2 км, и в обоих он уступал лишь французу Полю Массону. В гите на одну третью километра, сначала он показал одно время с австрийцем Адольфом Шмалем, но в дополнительном заезде за второе место он обошёл соперника на 1,2 секунды.